# Евангелическо-лютеранская церковь Саксонии

Евангелическо-лютеранская церковь Саксонии — общественная корпорация немецкой земли Саксония, одна из 20 земельных церквей Германии, член Евангелической Церкви Германии. Центр церкви находится в Дрездене.
По данным на декабрь 2012 года членами церкви являются 754 451 человек, объединённых в 765 приходов. Евангелическо-лютеранская церковь Саксонии является одним из лютеранских церквей в EKD. Церковь Саксонии также является членом Объединенной евангелическо-лютеранской церкви Германии (VELKD).
Кафедральным является Мейсенский собор. Для образовательных целей церковь содержит протестантскую академию в Мейсене.

## Структура
- Региональное церковное бюро Хемниц
  - Церковный округ Аннаберг
  - Церковный округ Ауэ
  - Церковный округ Ауэрбах
  - Церковный округ Хемниц
  - Церковный округ Мариенберг
  - Церковный округ Плауэн
  - Церковный округ Цвиккау
- Региональное церковное бюро Дрезден
  - Церковный округ Баутцен-Каменц
  - Церковный округ Дрезден-Центр
  - Церковный округ Дрездена-Север
  - Церковный округ Фрайберг
  - Церковный округ Лобау-Циттау
  - Церковный округ Мейсен-Гросенхайн
  - Церковный округ Пирн
- Региональное церковное бюро Лейпциг
  - Церковный округ земля Лейпцигская
  - Церковный округ Лейпциг
  - Церковный округ Лайсниг-Ошатц
  - Церковный округ Глаухау-Рохлитц

## Епископы
- 1922—1933: Людвиг Хайнрих Имелс
- 1933—1945: Фридрих Отто Кох
- 1945—1947: Франц Лау (суперинтендент)
- 1947—1953: Хуго Хан
- 1953—1971: Готтфрид Нот
- 1971—1994: Йоханнес Хемпель
- 1994—2004: Фолькер Кресс
- 2004—настоящее время: Йохен Боль